# Aeroportul Municipal Columbus
Aeroportul Municipal Columbus (IATA: CLU, ICAO: KBAK, FAA LID: BAK) este un aeroport din Indiana, Statele Unite ale Americii. Aeroportul a fost tranzitat în 2019 de 72 de pasageri.
Situat la o altitudine de 200 m, aeroportul dispune de 2 piste.

## Infrastructură

### Piste
Aeroportul dispune de 2 piste. Pista 05/23 are suprafața de beton și dimensiunile 6.401 picioare × 150 picioare. Pista 14/32 are suprafața de beton și dimensiunile 5.001 picioare × 100 picioare. 